# His Royal Slyness
His Royal Slyness ist ein US-amerikanischer Slapstick-Film aus dem Jahr 1920. Der Film trägt den deutschen Titel Der falsche Prinz.

## Handlung
Der Prinz von Razzamatazz führt ein lockeres Junggesellenleben in den Vereinigten Staaten, bis er ein Telegramm des Königs erhält, der ihn ins Nachbarland Thermosa beordert, wo die Prinzessin von Thermosa zwischen ihm und dem Prinzen von Roquefort ihren künftigen Ehegatten auswählen soll. Das gefällt dem Prinzen und seiner Geliebten überhaupt nicht. Ein aufdringlicher Büchervertreter (gespielt von Harold Lloyd) erscheint beim Prinzen. Er sieht zur Überraschung aller dem Prinzen sehr ähnlich (der Prinz wird dargestellt von Gaylord Lloyd, dem Bruder von Harold Lloyd). Der Prinz bietet dem jungen Amerikaner an, als „Prinz“ für ihn nach Thermosa zu fahren und dort eine richtige Prinzessin heiraten zu können. Kurz nachdem der falsche Prinz abgereist ist, stellt der echte Prinz fest, dass jetzt wohl kein Geld mehr aus Razzamatazz fließen wird, eine kleine Wohnung zu nehmen ist und die Geliebte sich auf die künftige Hausfrauenarbeit einstellen sollte. Daraufhin wird er von der Geliebten rausgeschmissen.
In Thermosa gefällt der Prinzessin nicht, dass der Prinz von Roquefort ständig betrunken ist. Gegen das haltlose und verschwenderische Treiben bei Hofe rebelliert allmählich das verarmte Volk. Während die Prinzessin von Thermosa inkognito in der Stadt weilt, hilft ihr der gerade ankommende junge Amerikaner – ohne dass die beiden sich bisher kennen. Als der falsche Prinz das Treiben bei Hofe sieht, würde er gerne gleich wieder zurückfahren. Er hat auch größte Schwierigkeiten mit den protokollarischen Gepflogenheiten. Dann sieht der falsche Prinz das vermeintliche Straßenmädchen als Prinzessin wieder und beide jungen Leute sind sehr erfreut. Die Prinzessin wählt den vermeintlichen Prinzen von Razzamatazz als künftigen Gatten aus.
Inzwischen ist der echte Prinz, der von seiner Geliebten den Laufpass bekommen hatte, in Thermosa eingetroffen. Er kann vor der Revolutionsbewegung gerade noch in den Palast flüchten. Dort gibt er sich als der richtige Prinz zu erkennen und der junge Amerikaner wird aus dem Palast geworfen. Der Amerikaner entzündet versehentlich die Kanone der Aufständischen. Die Aufständischen nehmen den Palast ein. Der Amerikaner wird zum Präsidenten der Republik Thermosa ausgerufen. Und die Prinzessin? Sie möchte auch gerne einen Präsidenten heiraten.